# Shamshad Akhtar
Shamshad Akhtar är en brittisk skådespelare med pakistansk bakgrund. Bland hennes roller märks Meena i den skotska situationskomedin Still Game 2002–2007 och Sadia Khan i Ken Loachs film En öm kyss (2004).